# Canton de Marquion
Le canton de Marquion est une ancienne division administrative française située dans le département du Pas-de-Calais et la région Nord-Pas-de-Calais.

## Géographie

Le Canton de Marquion dans l'arrondissement d'Arras

Ce canton est organisé autour de Marquion dans l'arrondissement d'Arras. Son altitude varie de 32 m (Oisy-le-Verger) à 127 m (Bourlon) pour une altitude moyenne de 66 m.

## Histoire
De 1833 à 1848, les cantons de Bertincourt et de Marquion avaient le même conseiller général. Le nombre de conseillers généraux était limité à 30 par département.

## Représentation

### conseillers généraux de 1833 à 2015
| Période | Période          | Identité                                                    | Étiquette   | Qualité |
| ------- | ---------------- | ----------------------------------------------------------- | ----------- | --- |
| 1833    | 1836             | François Brutus Wagrez                                      |             | Propriétaire à Beaumetz-lès-Cambrai |
| 1836    | 1847 (démission) | Charles Dubuisson (1778-1849)                               |             | Ancien capitaine de cavalerie Maire d'Inchy (1812-1816 et 1831-1849), conseiller d'arrondissement |
| 1847    | 1848             | Marquis Alphonse Pierre de Cardevac d'Havrincourt           | Droite      | Officier d'artillerie, Chambellan de l'Empereur Napoléon III, Député (1849-1851, 1863-1869, 1877-1881), Sénateur (1886-1891), maire d'Havrincourt.                                                           |
| 1848    | 1852             | Alexandre Lanthiez (1814-1878)                              | Droite      | Cultivateur, fabricant de sucre à Baralle |
| 1852    | 1867             | Victor Proyart                                              |             | Cultivateur à Inchy |
| 1867    | 1871             | Hubert Charles Dubuisson (1822-1892) (fils de Ch.Dubuisson) |             | Cultivateur Maire d'Inchy |
| 1871    | 1878 (décès)     | Alexandre Lanthiez                                          | Droite      | Propriétaire-cultivateur à Baralle et à Noreuil Maire de Baralle |
| 1878    | 1883             | Auguste Lanthiez (fils du précédent)                        | Droite      | Agriculteur à Noreuil |
| 1883    | 1900 (décès)     | Alfred Godefroy                                             | Républicain | Propriétaire à Ecourt-Saint-Quentin |
| 1900    | 1900 (démission) | Augustin Hary                                               | Républicain | Propriétaire,maire de Oisy-le-Verger (1878-1904 et 1908) |
| 1900    | 1908             | Emile Lagrange                                              | Républicain | Agriculteur, maire de Marquion |
| 1908    | 1924 (décès)     | Émile Loth                                                  | RG          | Fabricant de sucre à Quéant Député (1910-1914) |
| 1924    | 1940             | Jules Deleplace                                             | Rad.        | Maire de Sauchy-Lestrée Nommé conseiller départemental en 1943 |
|         |                  |                                                             |             | |
| 1945    | 1951             | Alexandre Verret (1902-1963)                                | SFIO        | Inspecteur général des services vétérinaires, Sauchy-Lestrée |
| 1951    | 1976             | Bénoni Chopin                                               | UDR         | Entrepreneur, marchand de charbon et d'engrais Maire d'Inchy-en-Artois |
| 1976    | 2001             | Michel Chopin                                               | PS          | Inspecteur départemental des transports du Pas-de-Calais Ancien conseiller municipal de Saint-Pol-sur-Ternoise puis d'Arras Maire d'Oisy-le-Verger de 1989 à 1995 Suppléant du député Jean-Pierre Defontaine |
| 2001    | 2015             | Julien Olivier                                              | PS          | Instituteur, maire de Marquion (1983-2014) |

### Conseillers d'arrondissement (de 1833 à 1940)
| Période                                  | Période      | Identité                           | Étiquette             | Qualité |
| ---------------------------------------- | ------------ | ---------------------------------- | --------------------- | --- |
| 1833                                     | 1836         | Charles Dubuisson (1778-1849)      |                       | Capitaine de cavalerie, maire d'Inchy                                                                       |
| 1836                                     | 1852         | Englebert Hary (1786-1860)         |                       | Cultivateur, juge de paix à Marquion, propriétaire, maire d'Oisy-le-Verger                                  |
|                                          |              |                                    |                       | |
|                                          | 1886         | M. Billoir                         |                       | Médecin, maire d'Oisy-le-Verger (1878 à 1888)                                                               |
| 1886                                     | 1892         | Alphonse Humez                     |                       | Maire de Sauchy-Lestrée                                                                                     |
| 1892                                     | 1908 (décès) | Augustin Hary                      | Républicain           | Propriétaire, brasseur, distillateur, maire de Oisy-le-Verger (1878-1904 et 1908)                           |
| 1908                                     | 1922         | Hubert Deleau                      | Républicain de gauche | Brasseur, maire de Marquion                                                                                 |
| 1922                                     | 1928         | Roger de Francqueville (1852-1933) | Radical               | Ancien militaire, ancien maire de Bourlon (1910-1919)                                                       |
| 1928                                     | 1940         | Frédéric Colle (1880-1953)         | Radical               | Vétérinaire à Oisy-le-Verger                                                                                |
| 1940                                     |              |                                    |                       | Les conseils d'arrondissement ont été suspendus par la loi du 12 octobre 1940 et n'ont jamais été réactivés |
| Les données manquantes sont à compléter. |              |                                    |                       | |

## Composition
Le canton de Marquion groupe 17 communes et compte 11 149 habitants (recensement de 1999 sans doubles comptes).
| Communes                   | Population (2012) | Code postal | Code Insee |
| -------------------------- | ----------------- | ----------- | ---------- |
| Baralle                    | 487               | 62860       | 62081      |
| Bourlon                    | 1 246             | 62860       | 62164      |
| Buissy                     | 229               | 62860       | 62184      |
| Écourt-Saint-Quentin       | 1 731             | 62860       | 62284      |
| Épinoy                     | 498               | 62860       | 62298      |
| Graincourt-lès-Havrincourt | 617               | 62147       | 62384      |
| Inchy-en-Artois            | 556               | 62860       | 62469      |
| Lagnicourt-Marcel          | 295               | 62159       | 62484      |
| Marquion                   | 1 008             | 62860       | 62559      |
| Oisy-le-Verger             | 1 260             | 62860       | 62638      |
| Palluel                    | 520               | 62860       | 62646      |
| Pronville                  | 272               | 62860       | 62671      |
| Quéant                     | 549               | 62860       | 62673      |
| Rumaucourt                 | 724               | 62860       | 62728      |
| Sains-lès-Marquion         | 300               | 62860       | 62739      |
| Sauchy-Cauchy              | 411               | 62860       | 62780      |
| Sauchy-Lestrée             | 446               | 62860       | 62781      |

## Démographie
| 1962   | 1968   | 1975   | 1982   | 1990   | 1999   | 2006   | 2011   | 2012   |
| ------ | ------ | ------ | ------ | ------ | ------ | ------ | ------ | ------ |
| 11 007 | 11 073 | 10 759 | 10 802 | 10 973 | 11 149 | 11 242 | 11 465 | 11 433 |